# Lac Vida
Le lac Vida est l'un des rares lacs endoréiques en climat froid et désertique. Il se situe dans la vallée Victoria (en), la plus au nord des vallées sèches de McMurdo, en Antarctique.
Il est recouvert par une couche de glace atteignant 27 m d'épaisseur, l'eau du dessous est une saumure 6 fois plus saline que l'eau de mer, à une température moyenne de −13 °C.
Un biotope clos, formé principalement de micro-organismes, s'est conservé dans ces conditions extrêmes depuis des millénaires. C'est ainsi qu'il a attiré l'attention des scientifiques, car il rassemble des conditions comparables au sous-sol de Mars. Fin novembre 2012, une équipe de biologistes américains confirme la présence de bactéries dans une nappe d’eau isolée des éléments extérieurs depuis près de 2 800 ans.